# The Bruisers
I The Bruisers sono stati un gruppo musicale statunitense, associato al movimento oi!.

## Storia del gruppo
Il gruppo si è formato nel 1988 a Portsmouth (New Hampshire). I primi membri del gruppo erano skinhead, ma non skin88.
La formazione originale era composta dal cantante Al Barr (poi voce dei Dropkick Murphys), dal bassista Scotty Davies, dal chitarrista Jeff Morris e dal batterista Rodger Shosa.
Il gruppo ha pubblicato due album in studio nel periodo 1993-1996, si è sciolto nel 1998.
La band si è temporaneamente riattivata nel 2005.

## Membri
- Al Barr – voce (1988–1998, 2005)
- Jeff Morris – chitarra (1988–1996, 2005)
- Scotty Davies – basso (1988–1990)
- Rodger Shosa – batteria (1988–1989)
- Dan Connors – batteria (1989–1997, 2005)
- Crash – chitarra (1989–1990)
- Rick Wimert – chitarra (1990–1995)
- Todd Seely – basso (1990–1991), chitarra (1996–1997)
- Keith "Ritchie" Richards – basso (1991–1996), chitarra (1997–1998)
- Robert Garceau – chitarra (1995–1996)
- Scott Vierra – chitarra (1996–1998, 2005)
- Johnny Rioux – basso (1996–1998)
- John Dicicco – batteria (1997–1998)
- Mike Savitkas – basso (2005)

## Discografia

### Album in studio
- 1993 – Cruisin' for a Bruisin'
- 1996 – Up in Flames

### Compilation
- 2000 - In the Pit - Live & Rare

### EP
- 1989 – Intimidation
- 1990 – Independence Day
- 1991 – American Night
- 1994 – Gates of Hell
- 1995 – Clobberin' Time
- 1997 – Still Standing Up
- 1997 – Molotov